# Oldersum
Oldersum ist ein Ortsteil der Gemeinde Moormerland im ostfriesischen Landkreis Leer. Am 31. Dezember 2016 zählte das Dorf 1.533 Einwohner, die auf 11,15 km² lebten.

## Geographie
Oldersum liegt an der Mündung des Oldersumer Sieltiefs in die untere Ems, zwischen den Städten Emden, Leer und Aurich. In Oldersum trifft die Landesstraße 1 von Aurich auf die Landesstraße 2 (Abschnitt Leer–Emden). Nachbarorte sind Gandersum, Rorichum und Tergast. Politisch-administrativ gehört Oldersum seit dem 1. Juli 1973 zur Gemeinde Moormerland, seit 1932 zum Landkreis Leer (vorher zum Landkreis bzw. Amt Emden), Land Niedersachsen (vor 1949 zur britischen Besatzungszone, im Deutschen Reich zum Land Preußen).

## Geschichte

### Siedlungsform, Topographie und Bodenverhältnisse
Oldersum wurde vermutlich im 8. Jahrhundert aufgrund seiner verkehrsmäßigen und strategischen Lage (siehe oben) und wegen der günstigen wirtschaftlichen Gegebenheiten in der ertragreichen Flussmarsch (Überschwemmungsgebiet) der Ems auf einer Langwarft gegründet. Oldersum entspricht dem klassischen Typ einer Langwarft, mit der Kirche auf der einen und einem „festen Steinhaus“, der Burg Oldersum, auf der anderen Seite. Auf dem Scheitel der Warft verläuft eine Straße, etwa 3,5 m ü. NN, die ehemalige Kirchstraße, jetzt Am Großen Tief, etwa in Nord-Süd-Richtung, von der Kirche bis zum ehemaligen Marktplatz. Entlang der Kirchstraße lagen bis in die Mitte des 20. Jahrhunderts dicht gedrängt kleine Wohn- und Geschäftshäuser, entlang mehrerer Querstraßen auch größere Bauernhäuser. Der höchste Punkt der Warft, bei etwa 4,30 m ü. NN, ist der Standort der Kirche, die um Oldersum liegenden Grünlandflächen (Niedermoorstandorte, Hammrich genannt) liegen etwa auf Meeresniveau.

### Schriftliche Ersterwähnung, älteste Schreibweise und Erklärung des Ortsnamens
Oldersum bedeutet „Altes Heim“ (viele Orte an der Ems und im niederländischen Bereich tragen die Endsilbe -um oder -sum, aus altfriesisch hem). Urkundlich wird der Ort erst im April 1381 erwähnt, als der Ritter Ocko, heer van Broecmerlant (Brookmerland) ende van Averkerland (Ocko I. tom Brok) seine Ländereien in Ostfriesland an den Herzog Albrecht von Bayern übergab und als Lehen zurückerhielt, darunter twee burghe in Oldersem („zwei Burgen“). Der Name selbst und die Tatsache, dass sich keine frühere urkundliche Erwähnung finden lässt (zum Beispiel in den Urbaren des Klosters Werden, in dem auch die kleineren Nachbarorte Gandersum und Rorichum erwähnt werden) ist bemerkenswert und unterstreicht die Bedeutung und das Alter dieses Ortes.

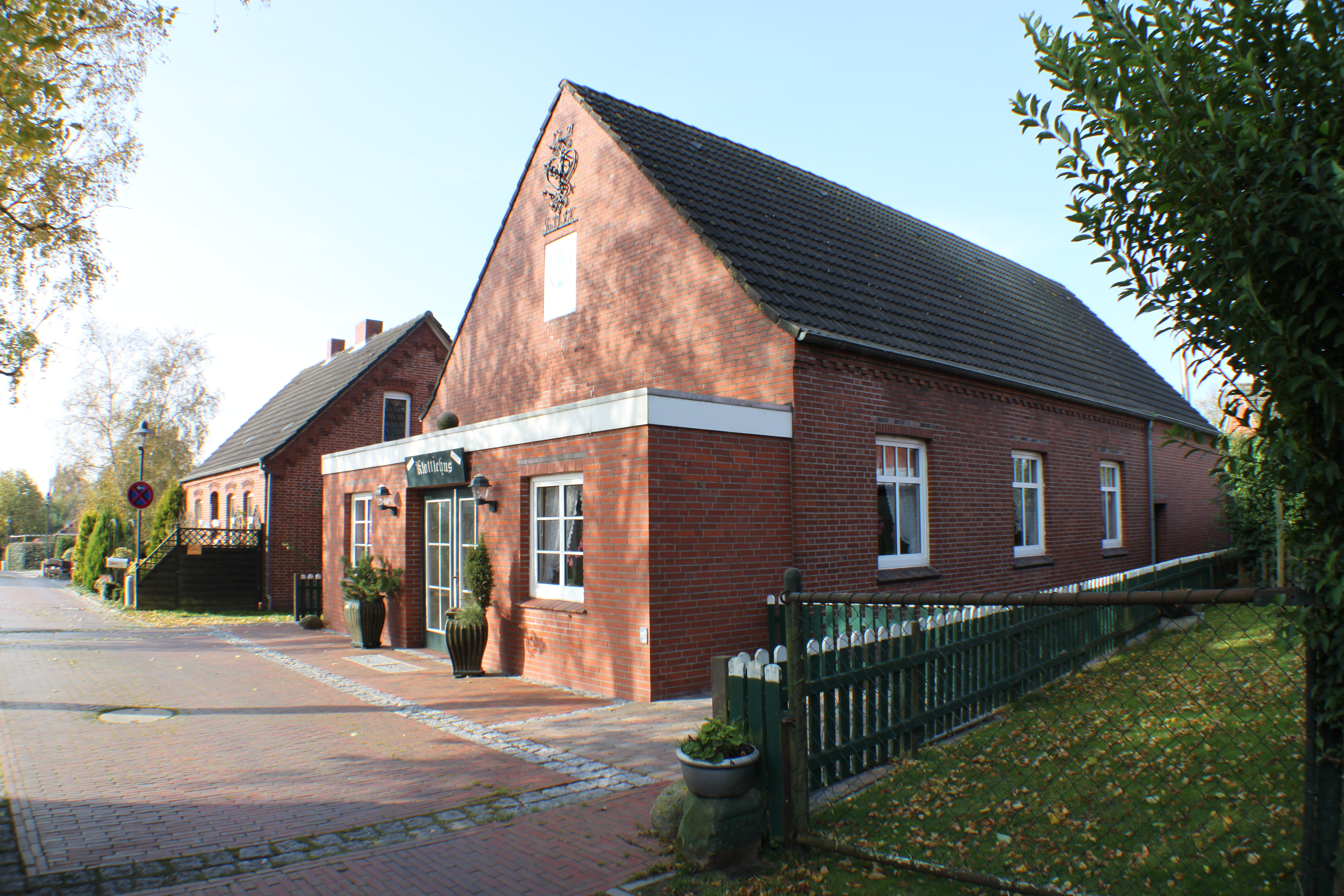
Heimatstube Klottjehus (ehemalige Baptistenkirche)

Aus der Zeit der Gründung des Ortes ist wenig bekannt, Grabungen im Bereich der Warft haben bisher nicht stattgefunden. Möglich ist, dass eine Warft bereits vor der Völkerwanderungszeit vorhanden und besiedelt war. Auch der Standort der zweiten Burg, die im Bereich „Tuitjebült“ gestanden haben soll, ist abschließend noch nicht geklärt (siehe unten).
Etwa um das Jahr 1000 begann der Deichbau an der Nordseeküste und entlang der Mündungsbereiche der Flüsse und Ströme, der etwa um 1300 abgeschlossen war. Ab da wurde die Entwässerung über das Tief, einer natürlichen Abflussrinne, und der Hochwasser- und Sturmflutschutz mit einem Siel, viereckigen und selbsttätig schließenden Wasserdurchlässen, geregelt. Im Laufe der Zeit und mit Rücksicht auf die Schifffahrt wurde das Siel mehrfach verlegt und immer komplizierter und aufwändiger.
Nachdem durch den Deichbau auch tieferliegende Gebiete bebaut werden konnten, wurde die Neustadt, östlich der Warft, errichtet. In den fruchtbaren Niederungsgebieten liegen zum Teil sehr große und alte Bauernhöfe. Monnikeborgum („Mönchsburg“) war bis zur Säkularisation zur Zeiten der Reformation ein ehemaliges Vorwerk des Klosters Ihlow.
Oldersum gehörte in der ersten Zeit der schriftlichen Erwähnung zu dem Häuptling tom Brok, ab 1427 zu den Häuptlingen aus Neermoor (Focko Ukena und dem Sohn Uko Fockena). Unter anderem 1433 intervenierte eine Hamburger Streitmacht in Ostfriesland, vor allem aufgrund starker Seeräubertätigkeit. Bei diesen Feldzügen wurden beide Oldersumer Burgen zerstört, nur eine wiederaufgebaut. 1438 wurde Wiard Haiken neuer Herr und Häuptling von Oldersum. Seine Nachfahren regierten die Herrlichkeit Oldersum bis 1631.
Oldersum hatte den Rang eines Marktfleckens, war also eine Kommune mit mehreren, aber nicht allen städtischen Rechten, weitgehend unabhängig vom ostfriesischen Grafenhaus. Die Ortschaften der Herrlichkeit Oldersum (Oldersum, Gandersum, Rorichum, Tergast und Simonswolde) wurden durch Schüttemeister oder Bauermeister verwaltet (= Bürgermeister; in der Franzosenzeit Maire), Oldersum, aufgrund seiner Größe, zeitweise durch zwei. Ab 1840 hießen diese Gemeindevorsteher oder Fleckensvorstand, später Bürgermeister. Weitere Untereinheiten des Fleckens waren die Rotts, im Wesentlichen Steuer- und Feuerlöschbezirke, denen ein Rottmeister vorstand. Daneben gab es andere „Angestellte“ der Gemeinde wie Ausrufer, Nachtwächter, Leichenbitter, Torfmesser (Kontrolle der Maßeinheiten bei der Torfverladung).
1631 wurde die hochverschuldete Herrlichkeit Oldersum an die damals auf einem wirtschaftlichen Höhepunkt befindliche Stadt Emden verkauft. 1744 wurde Oldersum mit der Eingliederung Ostfrieslands nach Brandenburg preußisch.

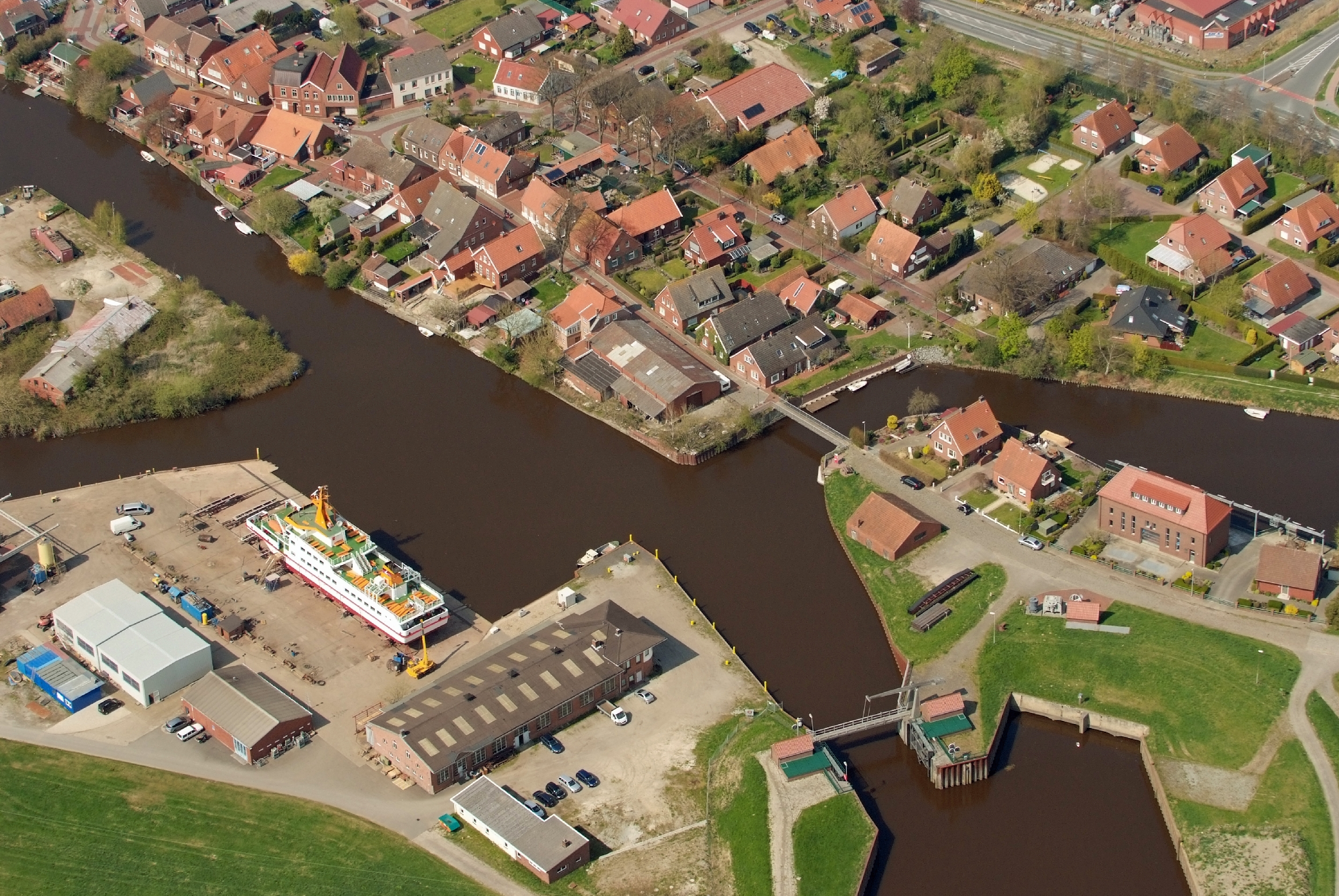
Oldersumer Hafen mit der Schiffswerft Diedrich

Erst ab Anfang des 20. Jahrhunderts gab es weitere Siedlungstätigkeit in Oldersum, zuerst einige Villen wohlhabenderer Bürger an der Bahnhofstraße (heute An der Rotbuche), dann kleinere Wohnhäuser an der Auricher Landstraße (ab 1926) und an der Tergaster Straße (1935). Nach dem Zweiten Weltkrieg wurde die Siedlungsfläche erheblich erweitert.

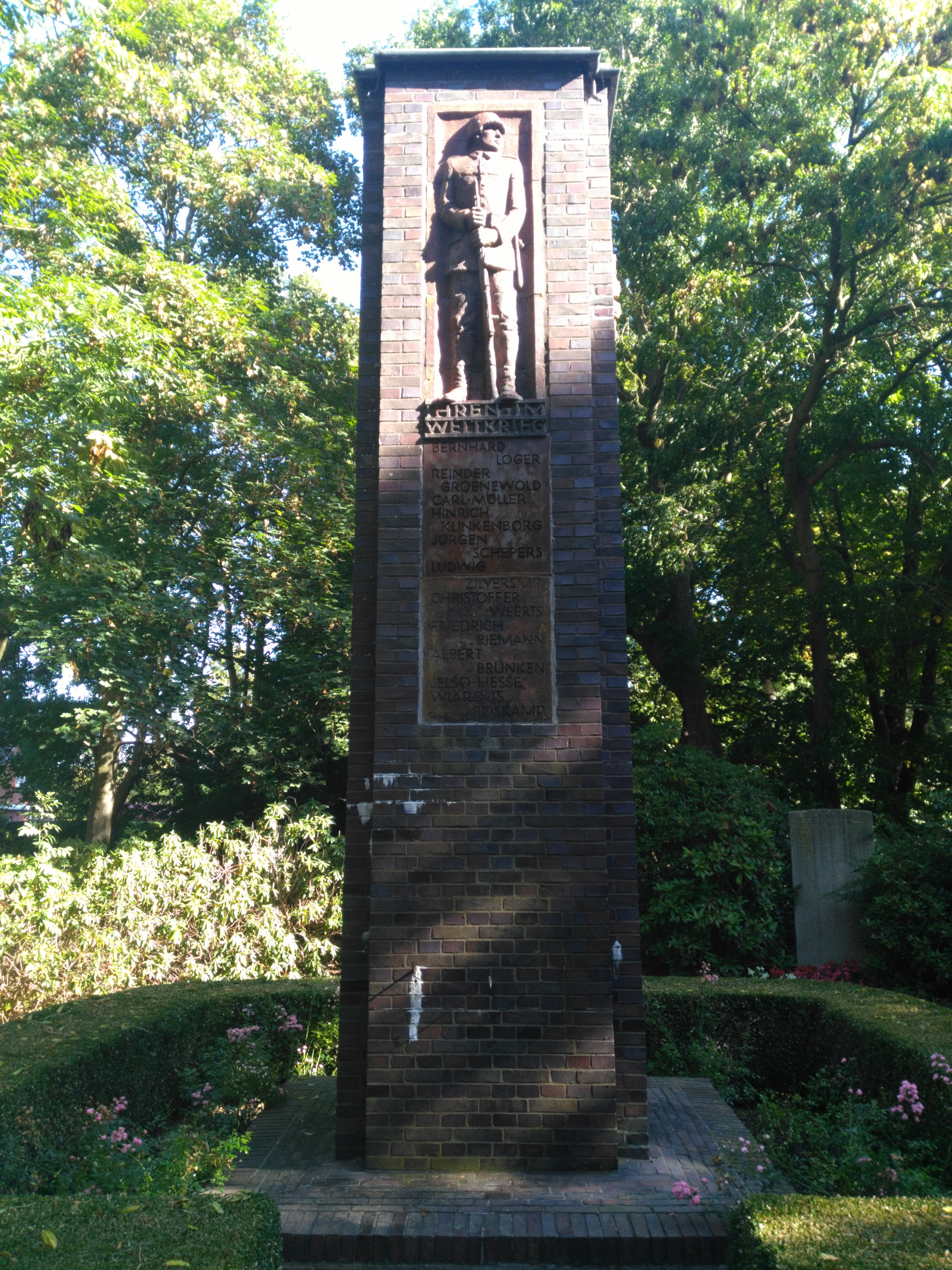
Weltkriegsdenkmal auf dem Oldersumer Friedhof.

Zu Ehren gefallener Soldaten des Ersten Weltkrieges wurde auf dem Friedhof ein Denkmal in Form einer ca. sechs Meter hohen Backsteinsäule errichtet. Dieses Denkmal wurde um weitere Grabsteintafeln für die Gefallenen des Zweiten Weltkrieges nach dessen Ende ergänzt. Die Gräber der Gefallenen befinden sich jedoch meist nicht in Oldersum und sind teilweise gänzlich unbekannt.

### Eingemeindungen
Am 1. Oktober 1932 trat ein Gesetz zur Verwaltungsreform in Kraft: verschiedene Gemeinden östlich von Emden, darunter Oldersum, und der Kreis Weener, wurden in den neuen Landkreis Leer eingegliedert. Bei der Reichstagswahl vom 5. März 1933 erhielt die NSDAP in Oldersum fast 70 % der Stimmen.
Am 28. September 1972 sprach sich der Oldersumer Gemeinderat nach langer Diskussion für den Beitritt zur neu zu gründenden Gemeinde Moormerland aus, vier Ratsmitglieder stimmten für eine künftige Zugehörigkeit zur Stadt Emden. Am 1. Januar 1973 trat die Eingemeindung in Kraft.
Nahezu alle wichtigen Bauzeugnisse aus der wechselvollen Geschichte Oldersums wurden im vergangenen Jahrhundert zerstört. Die Kirche fiel einem Schadensfeuer zum Opfer, den anderen Gebäuden wie Burg, Mühle, Bahnhof und vielen Bürgerhäusern wurde die „Nutzung entzogen“, sie verfielen und wurden schließlich abgerissen oder standen dem Ausbau von Verkehrswegen im Wege.

### Wappen
| Wappen der früheren Gemeinde Oldersum | Blasonierung: „In Gold (Gelb) über blauem Wellenschildfuß ein rotes Siel mit geöffneten silbernen (weißen) Sieltüren, darüber in schwebendem blauem Schild drei (2:1) goldene (gelbe) Lilien.“ |
| Wappen der früheren Gemeinde Oldersum | Wappenbegründung: Das von Ebo Pannenborg entworfene Wappen wurde am 13. September 1966 vom Regierungspräsidenten in Aurich genehmigt. Der Lilienschild ist das Wappen der Häuptlinge von Oldersum. Das offene Siel über den Wellen symbolisiert einerseits das Oldersumer Sieltief und andererseits die Bedeutung des Siel- und Schöpfwerks für die Umgebung. |

### Einwohnerentwicklung
Einwohnerentwicklung (amtliche Zählungen):
- um 1600: rund 800 Personen (Schätzung)
- 1751: 0706 Einwohner
- 1808: 0840 Einwohner
- 1842: 0990 Einwohner
- 1855: 1110 Einwohner
- 1910: 1170 Einwohner
- 1939: 1291 Einwohner
- 1950: 1902 Einwohner (darunter 397 Heimatvertriebene)
- 1961: 1643 Einwohner[8]
- 1970: 1595 Einwohner[8]
- 1973: 1600 Einwohner (ungefähre Angabe)
- 2007: 1565 Einwohner
- 2016: 1533 Einwohner[1]

## Politik
Oldersum wird politisch von einem 7-köpfigen Ortsrat vertreten.
Ortsbürgermeister ist Jens de Vries (SPD).

## Kultur und Sehenswürdigkeiten

### Theater und Museen
Im Rahmen des Heimatvereins spielt jährlich „De Theaterkring“ plattdeutsche Stücke. 2006 wurde beim „Theater im Park“ erstmals ein historisches Freilichtspiel aufgeführt, das Oldersumer Geschichte aufarbeitete: „Dusend Dalers“. Dazu steuerte die Gruppe Laway die Musik bei und führte sie live zu den Vorstellungen auf. Das Puppentheater der „Oldersumer Puppenspölers“ spielt seit 2007 als Benefiz-Bühne für gute Zwecke.
Im April 2011 wurde ein Seilermuseum eröffnet, das die Geschichte dieses traditionellen Handwerks darstellt. Mehr als 100 Jahre lang wurden in Oldersum Seile aus Naturfasern hergestellt – von kleinen Stricken für das Vieh bis hin zu Tauen zum Festmachen von Schiffen. Der Bau des Museums kostete die Gemeinde Moormerland rund 150.000 Euro.

### Musik

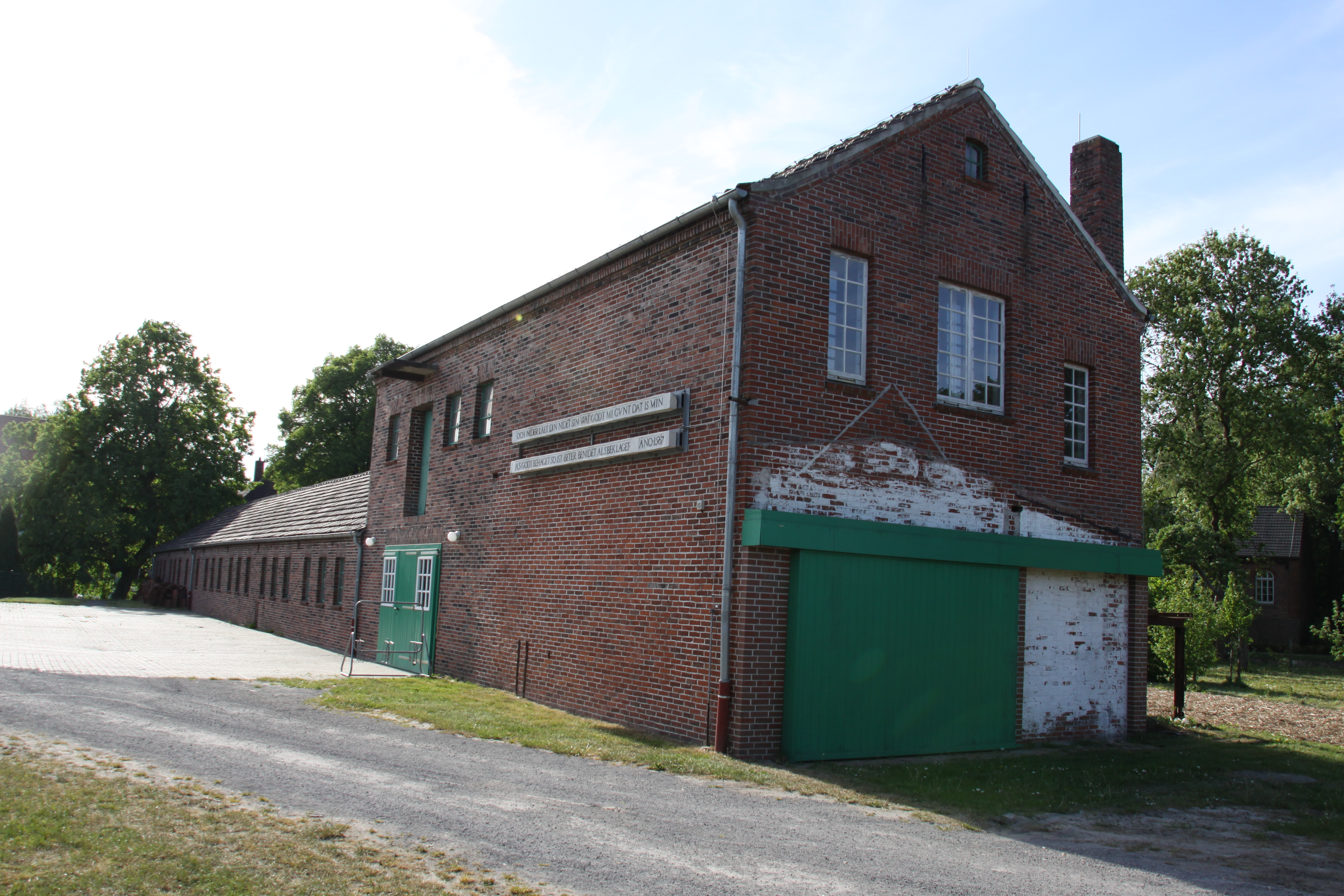
Das Seilereimuseum

Seit 1903 existiert der Männergesangverein Oldersum, seit 1979 der Shanty-Chor. Weiterhin gibt es einen 1996 gegründeten Gitarrenchor, einen 2012 gegründeten Jugendgitarrenchor, die Folkgruppe „Ollersum Ceilidh“, mehrere Blockflötengruppen, sowie Unterricht in Gitarre und an der 2004 neu gebauten Ahrend-Orgel, einem hochrangigen Instrument im Spätbarock-Stil. Neuere Musikrichtungen werden von den Chören „Querbeet“ und Rorichum vertreten.

### Bauwerke
Oldersumer Kirchen
Etwa um 1400 wurde auf dem höchsten Punkt der Warft im gotischen Stil eine steinerne, einschiffige Kirche errichtet, vermutlich anstelle einer älteren, möglicherweise hölzernen, Kirche. 1526 fand hier im Zuge der Reformation das für die ostfriesische Kirchengeschichte bedeutende Oldersumer Religionsgespräch statt; seitdem ist der weitaus überwiegende Teil der Herrschaft Oldersum evangelisch-reformiert. In der Kirche befand sich ein Grabgewölbe für die Oldersumer Häuptlinge, eine erste Orgel wurde vermutlich um 1450 eingebaut. 1580 hatte die Kirche vermutlich einen Zwiebelturm, ab 1633 vermutlich Umbau zur achteckigen Spitze. 1796 wurde eine neue Orgel von Johann Friedrich Wenthin, Emden, eingebaut. Die alte Oldersumer Kirche brannte in der Nacht vom 8. auf den 9. Januar 1916 aufgrund eines technischen Defektes völlig aus und wurde noch im selben Jahr abgerissen, einschließlich des Turms, des sogenannten „schiefen Turms von Oldersum“. Auch die Wenthin-Orgel sowie Kanzel und Kirchenbänke wurden zerstört.
Nach einer Übergangszeit mit Gottesdiensten im Saal des Hotels Brand wurde 1921/22 eine neue Kirche errichtet, einschließlich Kanzel und Bänken, 1925/26 eine Empore eingebaut, 1927 ein Messingleuchter angeschafft und 1935 eine Orgel von Friedrich Klassmeier, Lemgo, eingebaut. Die Kirche erhielt erst 1956 einen separaten Glockenturm, nachdem man übergangsweise einen hölzernen Glockenturm genutzt hatte. Im Turm befinden sich drei Glocken.
1965 erhielt die Kirche eine Orgel von Karl Schuke, Berlin, die im Jahre 2004 durch ein Instrument des Orgelbauers Jürgen Ahrend, Leer-Loga, ersetzt wurde.
Weitere Kirchen
1461 wird in Monnikeborgum, einem Vorwerk des Klosters Ihlow, eine Kapelle erwähnt.
1954 wurde am Heereweg eine römisch-katholische Kirche für die vielen aufgenommenen Heimatvertriebenen und Flüchtlinge gebaut.
Bis nach dem Zweiten Weltkrieg existierte auch eine Kirche der Baptisten in Oldersum, die heute als „Klottjehus“ des Heimatvereins dient.

## Wirtschaft und Infrastruktur

### Unternehmen
Heute sind an wichtigen „zentralörtlichen Funktionen“ vorhanden: ein Arzt, ein Zahnarzt, eine Tierarztpraxis, eine Physiotherapiepraxis, ein Verbrauchermarkt, zwei Bäckereifilialen, eine Grundschule und ein Kindergarten.
Des Weiteren befindet sich in Oldersum, neben einem Baustoffhandel, einem Fahrzeugservice und weiteren kleineren Betrieben, die Schiffswerft Diedrich und der Omnibusbetrieb Hinrich Uffen.

### Verkehr
Der Betriebsbahnhof Oldersum liegt an der Bahnstrecke Rheine–Norddeich Mole (Emslandstrecke). Personenzüge halten nicht in Oldersum.

### Feuerwehr
Am südlichen Ortsrand von Oldersum findet sich eine Stützpunktfeuerwehr der Gemeinde Moormerland. Sie ist eine Freiwillige Feuerwehr und bezog 2017 das heutige Feuerwehrhaus, das von der Gemeinde für rund eine Million Euro neu gebaut wurde. Die Ausstattung der Feuerwehr umfasst unter anderem ein Tanklöschfahrzeug und ein Hilfeleistungslöschfahrzeug.

## Persönlichkeiten
- Boing von Oldersum (ca. 1500–1540), Drost von Jever und Verlobter des Fräuleins Maria von Jever
- Egbert von Hoyer (1836–1920), Ingenieur und Hochschullehrer, Direktor der Technischen Hochschule München

### Sachbücher
- Otto Aden: Zur Geschichte eines ostfriesischen Fleckens, Aurich 1972.
- Herbert Kannegieter, Oldersumer Chronik, Emden 1987.
- Rita Badewien, Julian Machner: Oldersum in historischen Ansichten. 2022. ISBN 978-3-98589-162-7

### Oldersum in belletristischen Texten
Der Schriftsteller Fritz Gerhard Lottmann veröffentlichte 1918 den niederdeutschen Roman Dat Hus sünner Lücht, der die Geschichte eines Oldersumer Lehrers und weiterer Personen sowie das „alte“ Oldersum beschreibt.
Im Ostfrieslandkrimi Mord in Oldersum von Susanne Ptak geht es um die Rechtsmedizinerin Dr. Josefine Brenner, die unfreiwillig in einen Mordfall im Oldersumer Park verwickelt ist und diesen versucht aufzudecken.
Seit 2015 liegen mehrere Bände der Buch- und Hörbuch-Reihe Echte Oldersumer vor, in denen Journalist und Krimiautor Lübbert R. Haneborger nicht nur die humoresken Abenteuer der kleinkriminellen Werftarbeiter Joke Bruns & Harm Janßen (in Hoch- und Plattdeutsch) erzählt, sondern in Zusammenarbeit mit dem örtlichen Heimatverein auch viel Wissenswertes über den Ort und seine Geschichte berichtet.